# Christoph Sand der Ältere
Christoph Sand der Ältere (* 11. Dezember 1611 in Kreuzburg, Ostpreußen; † 6. Juni 1686 in Königsberg) war ein preußischer Jurist, Regierungsbeamter und Anhänger des Unitarismus.

## Leben und Werk
Sand studierte zunächst Theologie, wechselte dann aber zu Jura. Nach dem Studium unternahm er eine Reise durch Deutschland, die Niederlande, Frankreich und Italien. In den Niederlanden traf er u. a. mit dem niederländischen Philosophen und Juristen Hugo Grotius zusammen. Zurück in Ostpreußen wurde er 1648 kurfürstlicher Rat und 1657 Sekretär des neu gegründeten Oberappellationsgericht. Nachdem seine antitrinitarischen Sympathien bekannt geworden waren, wurde er 1668 seines Amtes enthoben. Auch eine Eingabe 1671 unterrichten zu dürfen, wurde mit Hinweis auf seine unitarische Überzeugung zurückgewiesen. In jener Zeit kamen viele von der Gegenreformation vertriebene polnisch-litauische Unitarier (Polnische Brüder) nach Brandenburg-Preußen. Sand zog er sich weitgehend zurück und schrieb noch einige Verteidigungsschriften. Bereits am 2. November 1643 hatte Sand geheiratet und bekam fünf Töchter und drei Söhne. Einer von ihnen, Christoph Sand der Jüngere, erlangte später als Autor und Verleger in Amsterdam Bekanntheit. Wie sein Vater war auch Sand der Jüngere dem Unitarismus verbunden. Sand der Ältere starb am 6. Juni 1686 und wurde auf dem Haberberg in Königsberg beigesetzt. Er überlebte seinen Sohn Sand den Jüngeren um sechs Jahre.

## Werke (Auswahl)
- Gründlicher Beweis, daß die Arianer, Mennonisten u. dgl. Ketzer der Religion halber mit Recht nicht können aus dem Lande Vertrieben werden
- Vorwort zu Nucleus historiae eccl., cui praefixus est tract. de veterib. script. eccl. latinis, 2. Aufl. 1676